# Astidamante il Giovane
Astidamante il Giovane, figlio di Astidamante (Atene, seconda metà del IV secolo a.C. – dopo il 341 a.C.) è stato un drammaturgo greco antico.

## Biografia
Il padre di Astidamante il Giovane, il tragediografo Astidamante il Vecchio, era figlio di Morsimo, figlio del nipote di Eschilo, Filocle. Risulta che Astidamante il vecchio fosse così stimato da ottenere una statua in bronzo, come riporta una fonte:
(Zenobio (sofista), V 100)
Astidamante il Giovane, quindi, proveniva da una famiglia di poeti tragici, in un certo qual modo professionisti. Egli visse nella seconda metà del IV secolo a.C.

Rappresentò ad Atene le sue 240 tragedie, per cui ottenne 15 vittorie, molte alle Dionisie ed almeno una alle Lenee.

## Opere
Ci restano pochi frammenti e i titoli in Suda: Achilleus (341 a.C.), Aias Mainomenos (Aiace folle), Alkmene, Alkmeon, Antigone (341 a.C.), Athamas (341 a.C.), Bellerophon, Epigonoi (Epigoni), Hektor, Herakles,  Hermes (questi ultimi due appartenenti alla categoria del dramma satiresco), Lykaon (Licaone) (340 a.C.), Nauplios, Palamedes, Parthenopaios (340 a.C.), Phoinix (Fenice), Tyro.
Tra l'altro, la capacità inventiva di Astidamante, che riprese temi del celebre antenato, di Sofocle ed Euripide, aveva modo di esprimersi soprattutto nel dramma satiresco, come prova un frammento del suo Eracle:
un bravo poeta deve offrire agli spettatori,

affinché uno mangi e beva ciò

che gli piace, e il piacere non sia solo la musica.»
(Astidamante, fr. 4 - trad. A. D'Andria)